# Kleine IJstijd

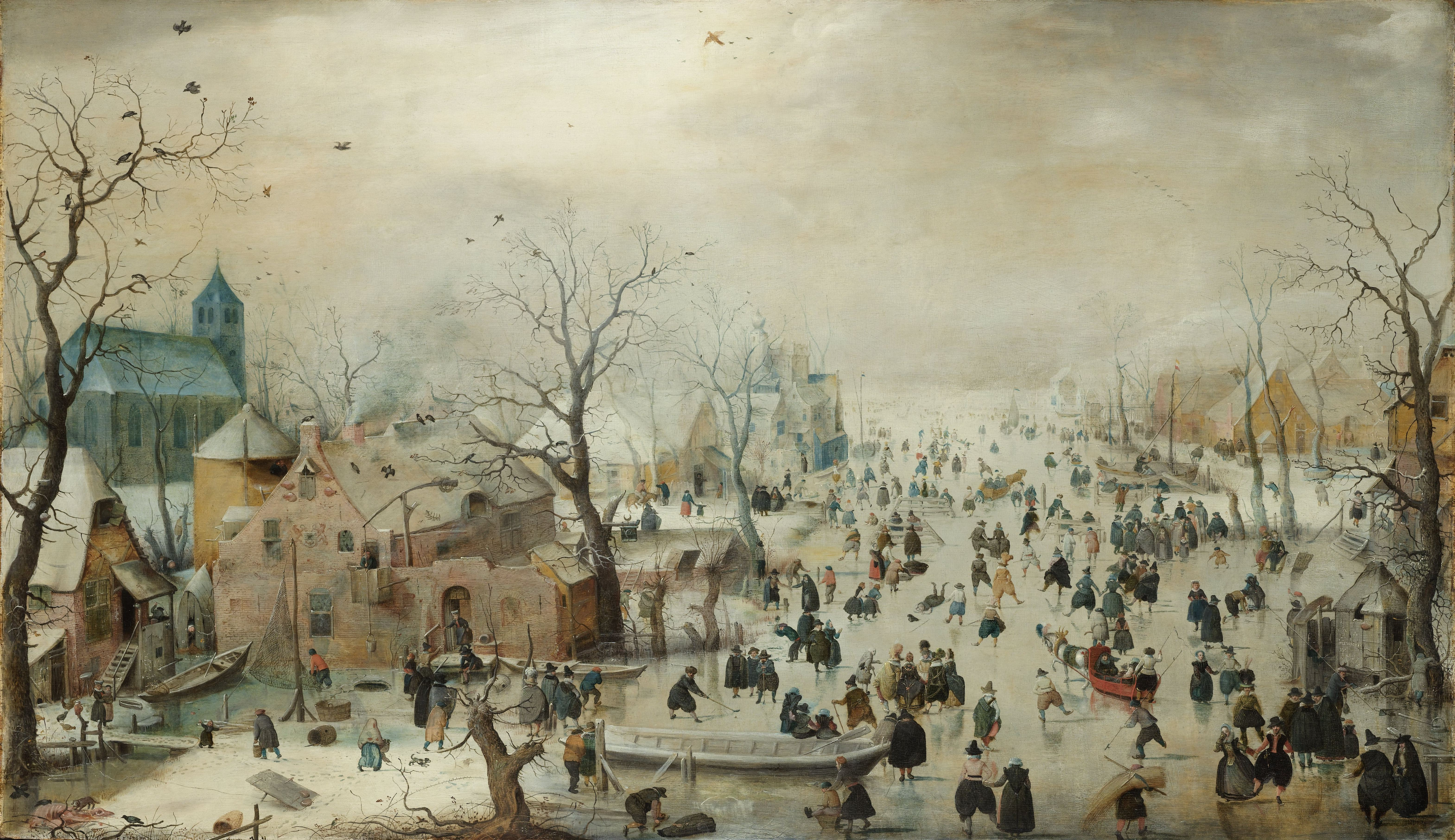
Winterlandschap met ijsvermaak, Hendrick Avercamp, omstreeks 1608

De Kleine IJstijd is de relatief koude periode die duurde van de vijftiende tot en met de negentiende eeuw. Gemiddeld lag de temperatuur in West-Europa zo'n 1 à 2 graden onder de waarden die na 2000 worden bereikt. Wereldwijd lagen de gemiddelde temperaturen 0,5 tot 1 graad lager dan in de klimatologische periode 1960 tot 1990.

## Discussie over begin
Onder klimaatonderzoekers wordt regelmatig gediscussieerd over de exacte periode van de Kleine IJstijd. Niet alleen voor diverse gebieden op aarde zijn er verschillen, maar het hangt er ook van af welk criterium wordt gekozen. Zo wordt voor de datering uitgegaan van de grootte van gletsjers, de aard en hoeveelheid van de neerslag, de hoogte van de boomgrens of de temperatuur in de Alpen. Voor de Lage Landen ligt het voor de hand de gemiddelde temperatuur in De Bilt en Ukkel als uitgangspunt te nemen. 
Van het najaar van 1315 tot de zomer van 1317 regende het vrijwel onafgebroken in het noorden, westen en midden van Europa en mislukten de oogsten. Dit leidde tot een grote hongersnood. Deze hongersnood wordt door sommigen gezien als het begin van de Kleine IJstijd. Anderen gaan ervan uit dat de Kleine IJstijd rond 1430 begon en tot halverwege de negentiende eeuw voortduurde. Zo bereikten of evenaarden veel gletsjers rond 1850 hun grootste uitbreiding sinds het einde van de laatste ijstijd, het Weichselien. 
Hierna begon voor veel gletsjers een terugtrekking die zich in de twintigste eeuw versnelde.

## Voorafgaande temperatuurschommelingen

Temperatuurverloop de afgelopen 2000 jaar (klik op de afbeelding voor meer uitleg in het Engels)

Na de laatste grote ijstijd is het klimaat redelijk constant gebleven, hoewel er wel veel relatief kleine klimaatschommelingen zoals de Kleine IJstijd zijn voorgekomen. Zo werd deze voorafgegaan door het middeleeuws klimaatoptimum, de warmere periode van de vroegste middeleeuwen en het Romeinse klimaatoptimum. Tijdens het middeleeuws klimaatoptimum was het gemiddeld even warm als of nog wat warmer dan in de 20e eeuw. Er groeiden toen bijvoorbeeld wijnranken in Engeland en perziken in Vlaanderen en ook was er toen de kolonisatie van het zuiden van Groenland door de Vikingen (van 985 tot begin 15e eeuw). Tijdens de Kleine IJstijd was dit allemaal echter niet meer mogelijk.

## Koudegolf eind zestiende eeuw
Een koudegolf van december 1586 tot en met september 1587 was een eerste forse inzinking van de Kleine IJstijd. Overal in West- en Midden-Europa werd het in de tweede helft van de 16e eeuw kouder. De winters werden gekenmerkt door meer sneeuw en ijs, begonnen vaak al in november en duurden tot maart of april. Vanaf 1530 werden ook de zomers koeler met herfstachtig weer, compleet met storm en stormvloeden. Uit historisch onderzoek van het KNMI, gebaseerd op talloze bronnen zoals dagboeken, stadsrekeningen en jaarringen van bomen, blijkt dat het laatste kwart van de zestiende eeuw waarschijnlijk de koudste periode was in de afgelopen duizend jaar. Deze periode, ook wel de Grindelwaldfluctuatie genoemd, vormt het (qua temperatuur) dieptepunt van de Kleine IJstijd.

## Herstel in zeventiende eeuw
Ook het eerste kwart van de 17e eeuw was nog koud, zoals onder andere blijkt uit de winterlandschappen van schilders zoals Hendrick Avercamp (1585-1634). Op deze schilderijen zijn vaak bevroren wateroppervlakten te zien waarop allerlei mensen schaatsen, lopen of zich op andere manieren vermaken. Sneeuw is ook een overheersend element in veel dorpsgezichten van Pieter Bruegel de Oude (ca. 1525-1569), die verspreid werden dankzij de vele kopieën die zijn zoon, Pieter Brueghel de Jonge (1564-1638), ervan maakte. Militair historicus Geoffrey Parker ziet in zijn boek Global Crisis de klimaatverandering als achterliggende oorzaak van de vele oorlogen over de hele wereld gedurende de Kleine IJstijd en de hongersnoden door droogte waaraan bijvoorbeeld in China in de eerste helft van de 17e eeuw de helft van de bevolking stierf. Vanaf het tweede kwart van de 17e eeuw trad een herstel op en werd het zelfs relatief zacht. Zo waren de winters van 1636 en 1637 in West-Europa zacht en de zomers in die jaren zelfs warm met opnieuw vroege en rijke wijnoogsten. In de jaren rond 1700 was er weer een koude periode, die in verband wordt gebracht met een uitzonderlijk laag aantal zonnevlekken (Maunderminimum). 
De Kleine IJstijd kende dus grote natuurlijke variaties: koude periodes werden afgewisseld door een aantal opeenvolgende minder koude jaren.